# Songxia (köpinghuvudort i Kina, Zhejiang Sheng, lat 30,10, long 120,84)
Songxia är en köpinghuvudort i Kina. Den ligger i provinsen Zhejiang, i den östra delen av landet, omkring 67 kilometer öster om provinshuvudstaden Hangzhou. Antalet invånare är 98 832. Befolkningen består av 52 245 kvinnor och 46 587 män. Barn under 15 år utgör 12,0 %, vuxna 15-64 år 74 %, och äldre över 65 år 13,0 %.
Runt Songxia är det tätbefolkat, med 790 invånare per kvadratkilometer. Närmaste större samhälle är Shangyu, 9,6 km söder om Songxia. Trakten runt Songxia består till största delen av jordbruksmark.
Genomsnittlig årsnederbörd är 1 912 millimeter. Den regnigaste månaden är juni, med i genomsnitt 316 mm nederbörd, och den torraste är november, med 74 mm nederbörd.